# Massif Kvadratnyj
Das Massif Kvadratnyj (englische Transkription von russisch Массив Квадратный Massiw Kwadratny, deutsch ‚Quadratisches Massiv‘) ist ein Massiv im ostantarktischen Mac-Robertson-Land. Es ragt inmitten des Mawson Escarpment auf.
Russische Wissenschaftler benannten es.